# Династия Цинь (телесериал)
Династия Цинь (кит. упр. 大秦帝国, пиньинь Dà Qín Dì Guó) — китайский исторический телевизионный сериал. Экранизация книги «Черный раскол» (黑色裂变) — первой части романа Сунь Хаохуэя «Империя Цинь» (大秦帝国).

## Сюжет
Фильм о событиях, происходивших в Китае примерно в 381 - 338 гг. до н. э. (период Чжаньго). В основном, фильм повествует о реформах Шан Яна, проводившихся в царстве Цинь.

## В ролях
- Хоу Юн — Сяо-гун, правитель княжества Цинь
- Ван Чжифэй — Шан Ян
- Сунь Фэйху —  Гань Лун
- Лу Юн — Ин Цянь
- Лу Чжун — Императрица
- Чоу Юнли — Гунсунь Цзя
- Юй Ян — Цзин Цзянь
- Ци Фан — принцесса Ин Юй
- Ю Юн — Пан Юань
- Гао Юаньюань — Бай Сюэ

## Издание в России
- В августе 2008 года российская компания «CP Диджитал» выпустила усеченный вариант сериала на 5 DVD дисках в серии «Триумф и падение восточных империй». Общая продолжительность российского варианта — 511 минут. Права на оригинал фильма принадлежат China International TV Corporation.